# Comuna Hajdina
Hajdina (Občina Hajdina) este o comună din Slovenia, cu o populație de 3.492 de locuitori (2002).

## Localități
Draženci, Gerečja vas, Hajdoše, Skorba, Slovenja vas, Spodnja Hajdina, Zgornja Hajdina